# Septloculina
Septloculina es un género de foraminífero bentónico de la familia Hauerinidae, de la superfamilia Milioloidea, del suborden Miliolina y del orden Miliolida. Su especie tipo es Septloculina rotunda. Su rango cronoestratigráfico abarca el Holoceno.

## Clasificación
Septloculina incluye a las siguientes especies:
- Septloculina angulata
- Septloculina rotunda
- Septloculina tortuosa

Otra especie considerada en Septloculina es:
- Septloculina cretacea, de posición genérica incierta